# Lögdeälven

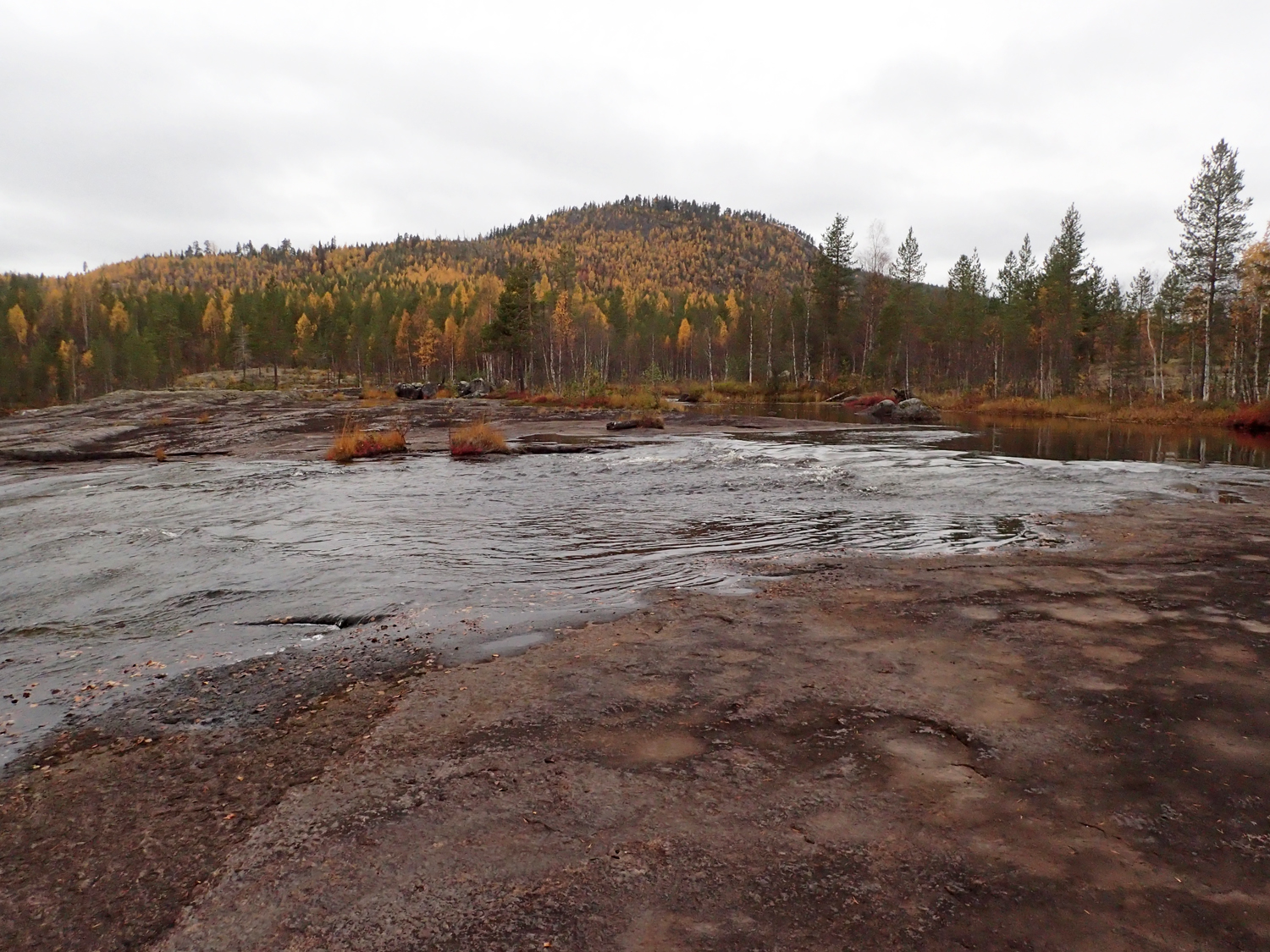
Lögdåkullforsen i Lögdån nedanför Bastuberget.

Lögdeälven (Lögdeälv, uppströms Lögdasjön kallad Lögdån) är en skogsälv i Västerbottens län med en längd på cirka 200 km. Älven har sina källflöden i det höglänta skogs- och våtmarksområdet Stöttingfjället i södra Lappland. I samma område upprinner även Gideälven och Öreälven. 
År 1987 slutförde SMHI en översyn av Sveriges namn på vattendrag och ändrade då bland annat stavningen på huvudavrinningsområde nummer 32 från Lögdeälv till Lögdeälven.

## Geografi
Som Lögdeälvens källsjö räknas Gransjön i sydöstra delen av Vilhelmina kommun, belägen 496 m ö.h. Älven är ungefär 200 kilometer lång och mynnar i Bottenhavet strax norr om Rundvik i Nordmalings kommun. Avrinningsområdets storlek är 1 608 km² och sjöprocenten är 4,2. Medelvattenföringen vid mynningen är 18 m³/s, men högsta vattenföringen är mer än tio gånger större, ungefär 200 m³/s.
Från Gransjön rinner Lögdeälven åt sydost in i Åsele kommun, passerar först en mindre Lögdasjön och därefter en större Lögdasjön. Älven korsar Lapplandsgränsen och rinner in i Bjurholms kommun. Strax efter att den gått under Riksväg 92 mottar den Holmsjöbäcken som avvattnar Stor-Holmsjön, Svanaträsket, Mörtsjön och Lång-Viskasjön. Lögdeälven fortsätter in i Nordmalings kommun, där den mottar vatten från Mjösjöån som avvattnar Mjösjön. Huvudfåran passerar inga egentliga sjöar efter inflödet i Bjurholms kommun.
Lögdeälven är mindre påverkad av bebyggelse och uppodling än andra älvar i denna del av Norrland. I Fredrika socken ligger byarna Lillögda och Lögda nära älven, i Bjurholms socken Övre Nyland och Karlsbäck. I Nordmalings socken kommer byarna lite tätare med Norrfors vid Norra stambanan, Klöse, Hyngelsböle, Lögdeå och Mo.
Andelen forssträckor är hög, 53 % av älvfårans längd ovanför högsta kustlinjen och 61 % nedanför. Det finns emellertid också flera avsnitt med lugnflytande sel och slingrande meanderlopp.

## Naturvärden
Avsaknaden av bebyggelse längs långa sträckor av Lögdeälven ger den stark vildmarksprägel. Djurlivet är rikt med bland annat utter i både huvudfåran och flera biflöden. 
Även flodpärlmussla förekommer.
Geovetenskapligt anses Lögdeälven vara den mest värdefulla av Sveriges skogsälvar. Den är starkt präglad av de processer som pågick under slutfasen av den senaste istiden  (Weichsel) och tiden därefter. Strax nedanför Stora Lögdasjön finns ett välutvecklat randdelta och ett storformigt åsnätsystem. Längre nedströms har Lögdeälven skurit sig ned genom tidigare avlagrade deltasediment och bildat branta nipor. Branterna kan vara 60 meter höga.
Hela Lögdeälven, inklusive biflödena, ingår i EU:s nätverk av skyddade områden, Natura 2000. Huvudfåran är även förklarad som riksintresse för såväl naturvård som friluftsliv.

## Fiske
I Lögdeälven förekommer lax, öring, sik och harr. Fällforsen vid Fällfors, strax uppströms sammanflödet med Mjösjöån, har utgjort ett naturligt vandringshinder för fisk. År 1992 byggdes emellertid en 500 meter lång laxtunnel vid Fällforsen som gör det möjligt för vandringsfisk att nå ytterligare tio mil upp i älven.

## Exploatering
Timmerflottning bedrevs i Lögdeälven fram till 1969. Total fanns 351 km flottleder i Lögdeälven och mynningsområdets delta genomskärs fortfarande av en rak kanal som hör samman med det skiljeställe som anlades där. Ett vattenkraftverk fanns förr i Hyngelsböle, men det är rivet och numera råder förbud mot vattenkraftsutbyggnad i Lögdeälven enligt 4 kap. 6 § i Miljöbalken.